# Élections législatives néo-zélandaises de 1899
Les élections législatives néo-zélandaises de 1899 ont lieu les 6 (maori) et 19 décembre (général) 1899 pour élire 74 députés de la Chambre des représentants.

## Résultats
|       |                     |                     |         |       |        |     |
| Parti | Parti               | Dirigeant           | Voix    | %     | Sièges | +/- |
|       | Parti libéral       | Richard Seddon      | 204 331 | 52,71 | 49     | +10 |
|       | Conservateurs       | William Russell     | 141 758 | 36,67 | 19     | -7  |
|       | Autres Indépendants | Autres Indépendants | 41 540  | 10,72 | 6      | -3  |
|       |                     |                     |         |       |        |     |
| Total | Total               | Total               | 387 629 | 100   | 74     | -   |